# Grand Isle (film, 2019)
Ne doit pas être confondu avec Grand Isle  (film, 1991).
Pour plus de détails, voir Fiche technique et Distribution.
Grand Isle : Piège mortel (Grand Isle) est un film de thriller et d'action américain réalisé par Stephen S. Campanelli, sorti en 2019.

## Synopsis
Walter et son épouse invitent un jeune homme dans leur maison victorienne afin de se protéger de l'arrivée d'un ouragan. Mais l'homme est alors suspecté de meurtre par l'inspecteur Jones. Pour sauver sa peau, l'homme va alors révéler les secrets du couple. 

## Fiche technique
- Titre français : Grand Isle : Piège mortel
- Titre original : Grand Isle
- Réalisation : Stephen S. Campanelli
- Scénario : Iver William Jallah et Rich Ronat
- Décors : Hank Langlois et Dominic Smithers
- Photographie : Eric Moynier
- Montage : Eric Potter
- Musique : Josh Atchley
- Producteurs : Jeff Rice, Jake Seal et Raja Collins
- Sociétés de production : Screen Media Films, VMI Worldwide, Iver William Pictures, ORWO Studios et Saturn Films
- Société de distribution : Screen Media Films (États-Unis), Program Store (France)
- Pays d'origine :  États-Unis
- Langue originale : anglais
- Format : couleur
- Genre : thriller, action
- Durée : 100 minutes
- Dates de sortie :
  - Écosse : 5 novembre 2019 (festival Cage-a-rama de Glasgow)
  - États-Unis : 6 décembre 2019
  - France : 
    - 21 juillet 2020 (en VOD)
    - 22 juillet 2020 (en DVD et Blu-ray)

## Distribution
- Nicolas Cage (VF : Éric Bonicatto) : Walter Franklin
- Kelsey Grammer (VF : Alain Miret) : l'inspecteur Jones
- KaDee Strickland (VF : Cécilia Debergh) : Fancy Franklin
- Luke Benward (VF : Olivier Valiente) : Buddy

Version française : Carton de doublage. Direction Artistique : Olivier Valiente. Studio : Audioprojects.